# Ove Høegh
Ove Guldberg Høegh, född den 23 april 1814 i Grue socken i Solør (Hedemarkens amt), död den 7 februari 1863 i Kristiania, var en norsk läkare.
Høegh blev student 1833, avlade medicinsk examen 1840 och praktiserade som läkare i Finnmarken till 1854, då han blev överläkare vid Keitgjerdets vårdanstalt för spetälska, i närheten av Trondhjem. Som representant för Finmarkens amt väckte han vid 1854 års storting förslag till lag om hälsovårdskommissioner längs Norges kust, vilken lag sedermera blev gällande för hela landet. I samma riktning sökte han verka även genom skrifter. Han författade nämligen arbetet Sundhedspleien i almueskolerne (1863) och utgav den populärvetenskapliga tidskriften Folkets helse.